# Río Diala
El río Diyala (también llamado Sirwan en su curso alto, hasta la presa de Darban-e Khan) (en persa: دیاله, Diyâlah‎; en árabe: نهر ديالى, nahr ad-Diyālā‎; en kurdo: سيروان, Sîrwan) es un río de Asia occidental, uno de los principales afluentes del río Tigris que nace al sur del Asia Menor y discurre entre Irán e Irak. Tiene una longitud de 445 km y drena una cuenca de 32 600 km², mayor que países como Bélgica (137.º), Lesoto (138.º) o Armenia (139.º).

## Nombre
Su origen en kurdo y persa se llama "Sirwan", que significa 'mar rugiente' o 'río que grita', además de ser el nombre de una ciudad antigua, cerca de la ciudad de Ilam en Irán. En los períodos sasánida e islámicos tempranos, el curso inferior del río formó parte del canal de Nahrawan. La gobernación de Diyala, en Irak lleva el nombre del río.

## Historia
El río es mencionado por Heródoto Historias con el nombre de Gyndes, cuando se afirma que el rey Ciro el Grande lo dispersó excavando 360 canales como castigo después de que un caballo blanco sagrado pereciese en él. El río volvió a sus antiguos proporciones después de que los canales desaparecieran bajo la arena.
La batalla del río Diyala tuvo lugar en 693 a. C. entre las fuerzas del imperio asirio y los elamitas del sur de Irán.

## Geografía

### Curso en Irán
El río Diyala, llevando el nombre de Sirwan, nace en los montes Zagros de Irán, a más de 2000 m, en la provincia de Hamadán, aproximadamente 50 km al este de la ciudad de Hamadan (528 261 hab. en 2006). Se encamina en dirección oeste descendiendo por una región muy montañosas y atraviesa la parte sur de la provincia de Kurdistán y el norte de la provincia de Kermanshah. A menos de la mitad de su recorrido total llega a la frontera occidental de Irán y durante un corto tramo, 32 km, su cauce será la frontera internacional entre Irán e Irak.

### Curso en Irak
Se adentra en Irak por la provincia de Suleimaniya e inmediatamente llega al embalse de la presa de Darbandikhan (Darban-e Khan), construida entre 1956–1965, donde recibe a uno de sus principales afluentes, llegando del sureste y desde Irán, el río Zimkan. En el embalse el Diyala vira hacia el suroeste y en seguida el río formara durante un largo tramo la frontera provincial entre la provincia de Diyala, a la que da nombre, al sureste, y la provincia de At Ta'mim, al noroeste.
Llega después a la presa del lago Hamrin (340 km²), finalizada en 1981 y deja de ser límite provincial para adentrarse en Diyala. Luego llega a la capital de la provincia, Baquba (280 000 hab. en 2002) y finalmente, casi al final de su curso entra en la provincia de Bagdad y se une al río Tigris, al sur de la ciudad de Bagdad.
Su principal afluente es el río Alvand Rud, de 150 km.
No es posible navegar en la parte alta del Diyala, debido a la estrechez de su cauce, pero el valle del río es una importante ruta comercial entre Irán e Irak. Desde Irak su valle es la puerta de entrada al macizo de los montes Zagros y la provincia iraní de Kermanshah.

## Hidrología
El caudal del Diyala ha sido observado durante 29 años (1924-1952) en la presa de Muqdadiya, situada justo antes de la llegada del río a la llanura mesopotámica.
En Muqdadiya, el caudal anual promedio o módulo observado durante ese período fue de 164 m³/s para una cuenca drenada de 29.700 km².
La lámina de agua que fluye en la cuenca alcanza la cifra de 174 milímetros por año.
| Caudal medio mensual del Diyala en la estación hidrométrica de Muqdadiya (Datos calculados en el período de 29 años, 1924-1952, en m³/s) |
| |

## Aprovechamiento hidroeléctrico
El caudal del río se controla mediante varias presas en el valle del bajo Diyala —la más importante la presa de Muqdadiya— que controlan las crecidas que causaban importantes inundaciones y sirven, además, para irrigar la región al noroeste de Bagdad.
Las presas más destacadas son:
- presa del lago Daryan, actualmente en construcción en la provincia iraní de Kermanshah, iniciada en 2008 y que se espera concluir en 2018, con una altura de 169 m, una superficie de 10 km² y una potencia instalada de 210 MW;[5][6]
- presa de Darbandikhan, la primera ya en Irak, construida en 1956-1961, que genera energía hidroeléctrica y almacena agua para el riego, con una altura de 128 m, una superficie de 113 km² y una potencia instalada (realizada en 1991) de 249 MW;
- presa del lago Hamrin, construida en 1976-1981, con una altura de 53 m y una potencia instalada de 50 MW;
- presa de Weir, construida en 1966-1969 para el control de inundaciones e irrigar la zona noreste de Bagdad.;
- presa de Muqdadiya;

y en aguas de sus afluentes:
- presa de Garan, construida en Irán en 2002-2013 en el río Garan, con una altura de 62 m;

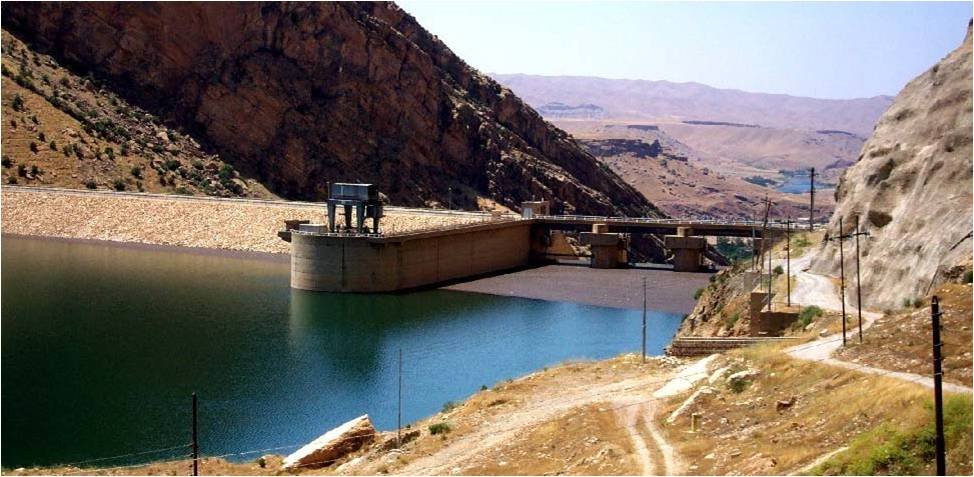
Presa de Darbandikhan
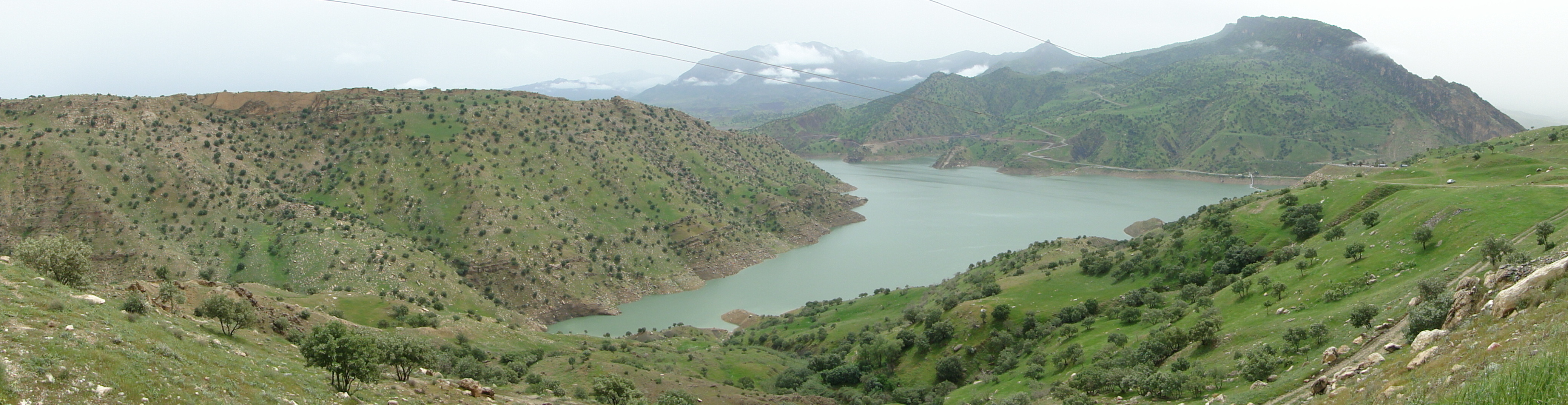
Embalse de Darbandikhan
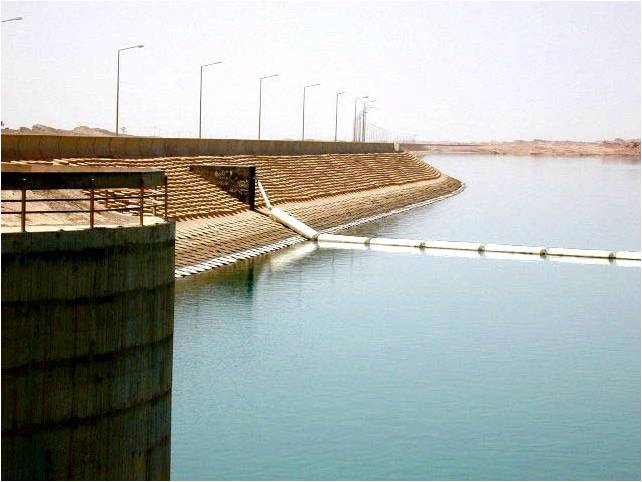
Presa de Hemrin
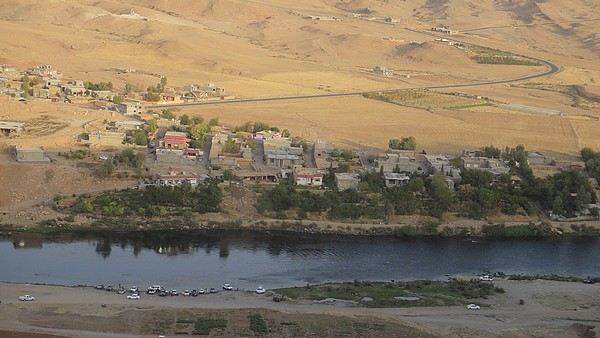
Embalse de Diyala Weir
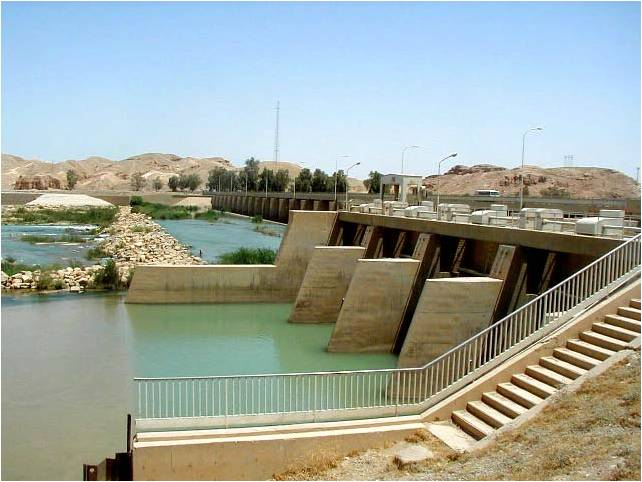
Presa de Diyala